# Fourteenth Army (Vereinigtes Königreich)
Die Fourteenth Army (deutsch 14. Armee) war ein Großverband des britischen Heeres im Zweiten Weltkrieg. Die im Herbst 1943 in Ostindien gebildete 14th Army bestand aus Einheiten fast aller Länder des Commonwealth. Ihre Aufgabe bestand in der Befreiung des von den Japanern besetzten Burma. Sie galt schon 1944 während ihre Operationen als „vergessene Armee“, weil der Nebenkriegsschauplatz in Burma 1944 von der zeitgenössischen britischen Presse in Europa keine Beachtung fand. Sie war zahlenmäßig die größte Commonwealth Armee, die jemals zusammengestellt wurde.

## Aufstellung 1943

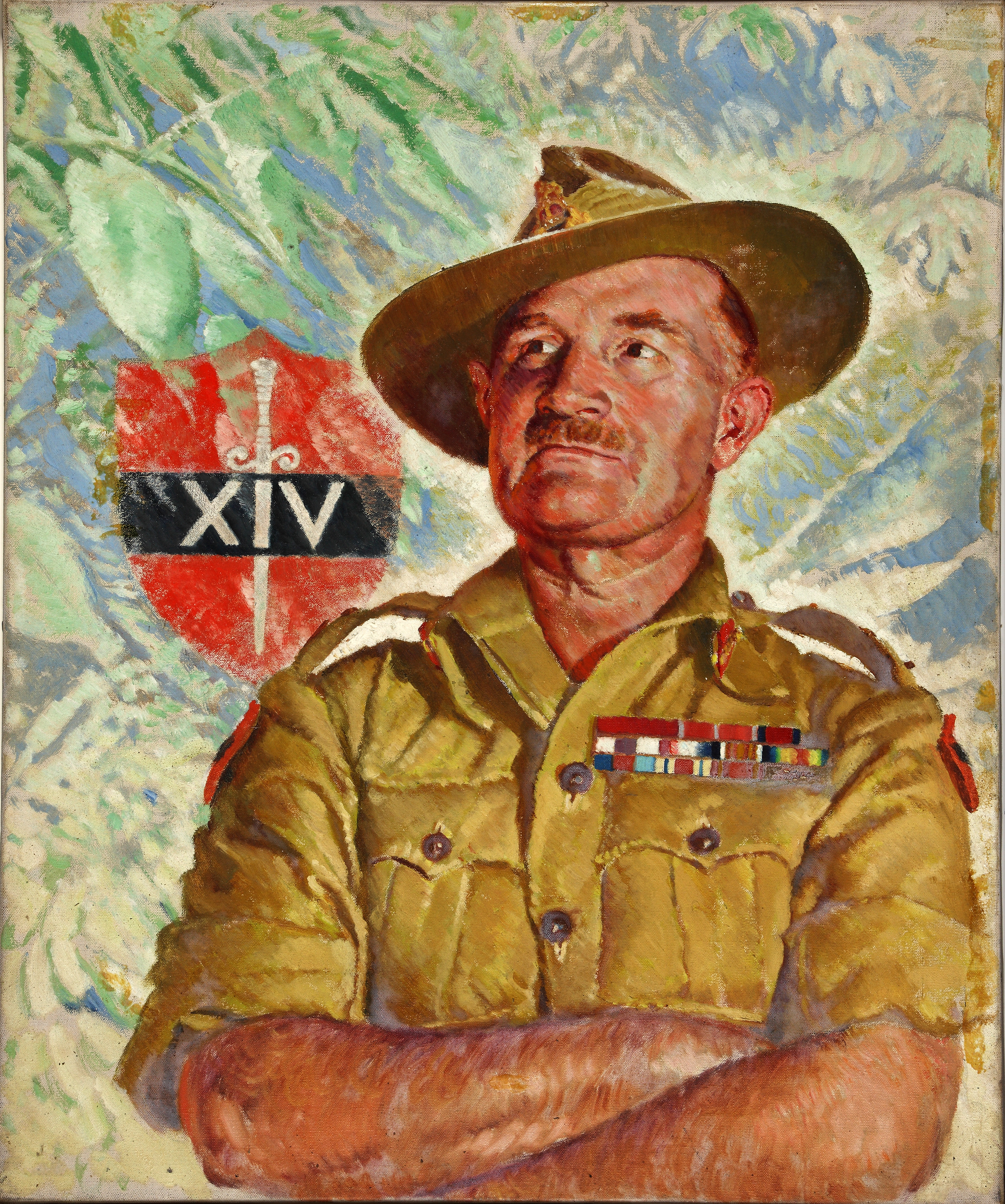
General William Slim, der Oberbefehlshaber der 14. Armee

Im August 1943 wurde von den Alliierten wegen der japanischen Invasionsgefahr in Ostindien ein gemeinsames Südostasienkommando (SEAC) eingerichtet, dessen Leitung im Dezember 1943 durch Lord Louis Mountbatten übernommen wurde. Am 15. Oktober 1943 waren die britischen Bodentruppen in der neu formierten 14th Army unter dem Kommando von Generalleutnant William Slim neu formiert worden. Die multinationale 14th Army bestand großteils aus Einheiten der indischen Armee, hatte durchweg britische Kader und beinhaltete auch afrikanische Kontingente. Bei der Aufstellung war die 14th Army in zwei Korps organisiert, das XV. (afrikanische 11th, 81st und 82nd Division) Corps operierte im Süden gegen das Arakan Gebirge und das IV. Corps stand im zentralen Bereich der Provinz Manipur.
Im Herbst 1943 war noch die Sicherheit der Provinzen Assam und Bengalen östlich des Meghna vorrangig. Wie im vergangenen Jahr wurden die regulären Truppen dabei durch die Chindits-Guerillas unterstützt, die während der Burma-Kampagne hinter den japanischen Linien operierten. Schon am 21. September 1943 hatte die indische 14th Division von Chittagong aus entlang der Küste des Golfes von Bengalen einen neuen Feldzug in südliche Richtung gestartet. Im Dezember 1943 versuchte das XV. Corps auf Akyab vorzudringen.

### 1944
Im Februar 1944 griff die Japanische Armee an der Arakan-Front an. Schnell wurden die indische 7th Indian Division, Teile der indischen 5th und der westafrikanischen 81st Division von den Japanern umgangen und eingeschlossen. Generalleutnant Slim wurde vom Angriff zunächst überrascht, doch konnte er seine Kräfte schnell verschieben. Zwei kampferprobte Infanteriedivisionen wurden per Lufttransport vom Kampfgebiet in Arakan geradewegs an die Brennpunkte im Norden verlegt. Die Operationen um Arakan waren aber nur ein Ablenkungsmanöver, der japanische Hauptstoß war an der zentralen Front ab Anfang März gegen Imphal und Kohima gerichtet. Im Raum Imphal, Sangshak und Kohima wurden wieder starke britisch-indische Einheiten eingeschlossen. Sie wurden aber aus der Luft mit Nachschub versorgt, so dass die verlorenen Nachschublinien nur eine geringe Bedeutung hatten.
Im März 1944 war die Truppenzahl auf über 260.000 Mann angewachsen, das die 14th Army zur besseren Führung mit dem neu formierten Kommando des britisch-indischen XXXIII. Corps verstärkt werden musste.

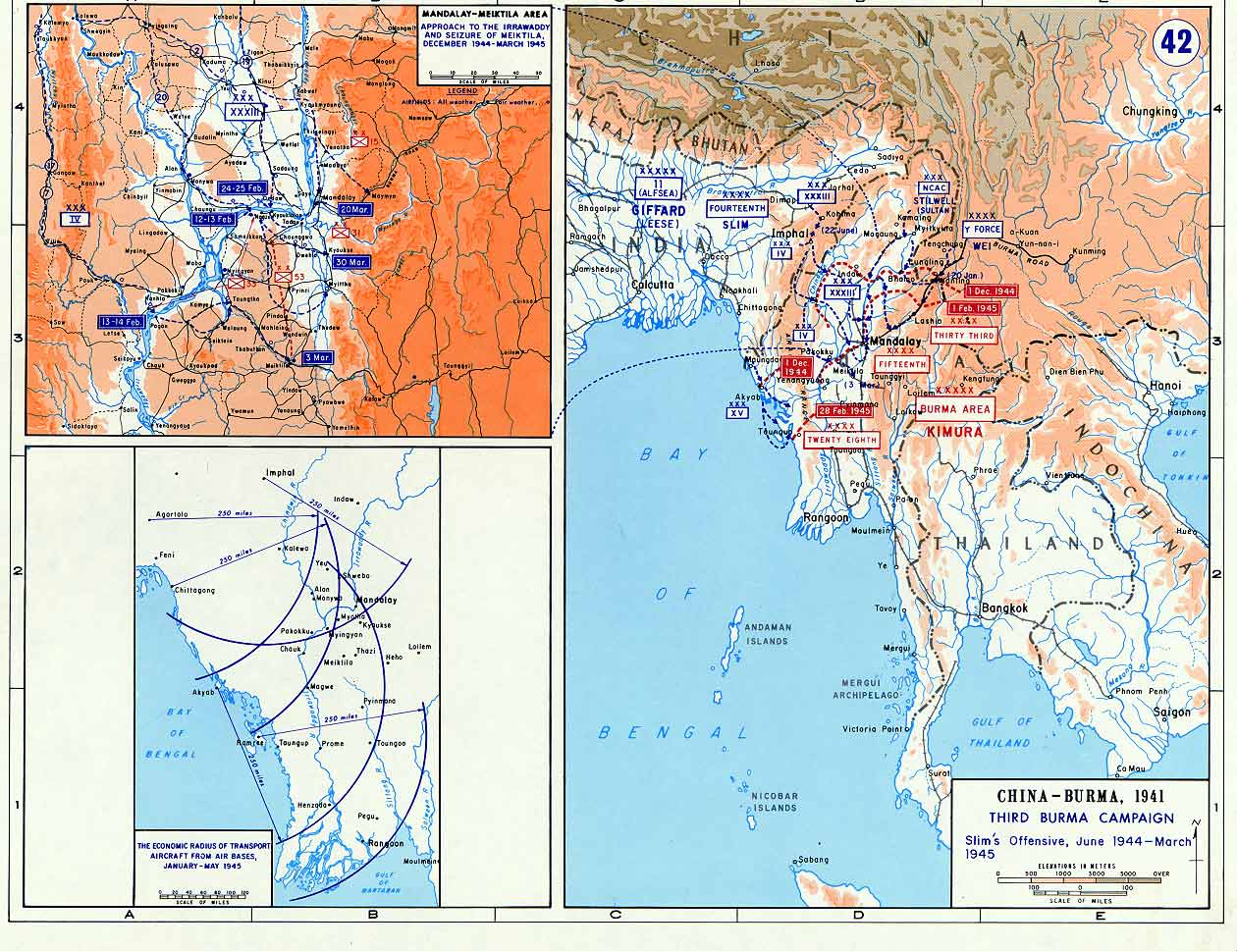
Burma-Kampagne Juni 1944-Mai 1945

IV. Corps (Generalleutnant Geoffry Scoones, ab 12. Dezember 1944 Generalleutnant Frank Messervy)
- Indian 20th Infantry Division (Douglas Gracey)
- Indian 23rd Infantry Division (Ouvry Lindfield Roberts)
- Indian 5th Infantry Division (Harold Rawdon Briggs)
- British 36th Infantry Division (Francis Festing)

XV. Corps (Generalleutnant Philip Christison)
- Indian 7th Infantry Division (Frank Messervy, ab 12. Dezember Geoffrey Charles Evans)
- Indian 17th Infantry Division (John Smyth, später David Tennant Cowan)

XXXIII. Corps (Generalleutnant Sir Montagu Stopford)
- British 2nd Infantry Division (John Grover)
- Indian 19th Infantry Division (Thomas Wynford Rees)
- Indian 26th Infantry Division (Cyril Lomax, später Henry Chambers)

Arakan-Gruppe
- 11th (East African) Infantry Division (Charles Christopher Fowkes)
- 81st (West Africa) Infantry Division (Christopher Woolner)
- 82nd (West Africa) Infantry Division (George McIllree Stanton Bruce, später Hugh Stockwell)

Chindits-Brigaden (Generalmajor Orde Wingate ab 24. März Brig.Gen. Walter Lentaigne)
- 14th, 16th und 23rd Brigade (Thomas Brodie, Bernard Fergusson, Lancelot Perowne)
- indische 77th Brigade (Mike Calvert)
- indische 111th Brigade (Walter Lentaigne, ab 24. März John Masters)
- westafrikanische 3rd Brigade (Argyle Henry Gillmore)

Im März 1944 begannen die Japaner die Operation U-gō mit dem Ziel der Einnahme Imphals und Kohimas, die bis Juni unter hohen Verlusten fehlschlug. Die von General Mutaguchi geplante Offensive stellte sich als kompletter Fehlschlag heraus und führte zu den höchsten Verlusten während einer Operation, die die Japaner im gesamten Krieg erlitten. Bis zum 22. Juni 1944 hatte die 14th Army die japanische Front wieder aufgespalten und war selbst zu Gegenangriffen übergegangen. General Slim ordnete seine Armee neu: das IV. Corps operierte jetzt mit der indischen 17th und 20th Division, während das XXXIII. Corps die Verfolgung der Japaner nach Süden mit der 2nd Division, der indischen 5th und 20th, sowie der ostafrikanischen 11th Division fortsetzte.
General Slim versuchte ab Herbst 1944 aus dem Raum Imphal durch eine eigene Offensive direkt nach Zentralburma vorzudringen.
Am 12. November 1944 wurde die übergeordnete 11th Army Group (General Sir George Giffard) aufgelöst und ein neuer Oberbefehl für die Alliierten Landstreitkräfte in Südostasien, das Allied Land Forces South East Asia, (A.L.F.S.E.A.) eingerichtet. Im Zuge dieser Organisation wurde der 14th Army das XV. Corps an der Arakanküste entzogen und dem direkten Befehl des neuen Oberkommandeurs General Oliver Leese unterstellt.
Am 19. November 1944 begann die 14th Army ihren Vorstoß auf Mandalay (Operation Extended Capital). Das IV. Corps überquerte den Chindwin bei Sittaung und das XXXIII. Corps (Stopford) bei Mawlaik und Kalewa. Nachdem Mitte Dezember am linken Flügel auch die Verbindung mit den chinesischen Truppen unter General Joseph Stilwell bei Banmauk hergestellt worden war, erreichte die 14th Army bis Ende Dezember den Irrawaddy zwischen Katha und Seikpu. Die japanische 15. (Katamura Shihachi) und 33. Armee (Honda Masaki) versuchten darauf am östlichen Flussufer des Irrawaddy standzuhalten. Slim verschob vorausdenkend die Masse des IV. Corps (Messervy) nach Süden, um den Fluss bei Pakokku zu überschreiten. Die Nachschublinien dehnten sich über Hunderte von Kilometern durch unwegsamen Dschungel, einer Gefahr, die durch ausreichende Luftversorgung begegnet werden konnte.
Die japanische 28. Armee (Sakurai Shōzō) hatte derweil Befehl, mit nur zwei Division an der Arakanküste bis 56 Kilometer nördlich von Kyaukpyu defensiv standzuhalten. Während die 54. Division dem indischen XV. Corps defensiv den Weg verlegte, musste die 55. Division abziehen um das Irrawaddy-Delta zu sichern. Hier bestand zusätzlich die Gefahr, dass die Rückzugslinien der japanischen 15. Armee zwischen Meiktila und Rangun abgeschnitten wurden.

### 1945
Die indische 19th Division wurde im Januar am nördlichen Abschnitt bei Thabeikkyin von den Japanern angegriffen. Auch das XXXIIII. Corps traf am 12. Februar beim Flussübergang bei Ngazun auf starken Widerstand. Im Süden gelang derweil der indischen 17th Division am 3. März die Eroberung von Meiktila, der Besitz dieses Eisenbahnknotens schnitt auch die Versorgung der nördlicher liegenden Stadt Mandalay ab.
Nach wechselvollen Kämpfen wurde die Lage der Japaner unhaltbar, Mandalay fiel am 20. März nach Straßenkämpfen in die Hände der indischen 19th Division. Die Briten behielten dank ihrer Luftüberlegenheit die Initiative und gingen in einen Bewegungskrieg über, bei der sie aus ihren Stellungen ausbrachen und die japanischen Truppen umschlossen und aufrieben. Der südliche Vormarsch der 14th Army entlang des Irawadi und Sittang brachte am 2. und 3. Mai die Einnahme von Pegu und Prome. Burmas Hauptstadt Rangun konnte am 3. Mai 1945 von der 14th Army mittels einer kombinierten amphibischen Operation fast kampflos zurückerobert werden. Der letzte organisierte japanische Widerstand in Burma erlosch erst am 15. August 1945.
Ende Mai 1945 wurde das Fourteenth Army Command vom Befehlshaber der Alliierten Landstreitkräfte in Südostasien (ALFSEA), General Oliver Leese für die geplante Operation Zipper (Invasion von Malaya) bestimmt. Die Richtlinien wurden aber kurz darauf an die neu formierte Twelfth Army übertragen und wegen des vorherigen Kriegsendes obsolet.
Die 14th Army versah noch Besatzungsaufgaben in Burma und wurde schließlich am 1. November 1945 deaktiviert.